# Aedes alexandrei
Aedes alexandrei är en tvåvingeart som beskrevs av Gornostaeva 2005. Aedes alexandrei ingår i släktet Aedes och familjen stickmyggor. Inga underarter finns listade i Catalogue of Life.